# Krîva Pustoș, Bratske
Krîva Pustoș (în ucraineană Крива Пустош) este localitatea de reședință a comunei Krîva Pustoș din raionul Bratske, regiunea Mîkolaiiv, Ucraina.

## Demografie
Componența lingvistică a localității Krîva Pustoș
     Ucraineană (91,87%)
     Română (3,69%)
     Rusă (1,97%)
     Alte limbi (0,99%)
Conform recensământului din 2001, majoritatea populației localității Krîva Pustoș era vorbitoare de ucraineană (91,87%), existând în minoritate și vorbitori de română (3,69%) și rusă (1,97%).